# Marinică

Scene din filmul de desene animate Marinică pe fotodiscul cu cântecul lui Henry Mălineanu, Marinică, interpretat de Dorina Drăghici

Marinică este un film de desene animate  românesc din 1953 regizat de Ion Popescu Gopo.